# Val da la Duana
Das Val da la Duana (deutsch Duantal) ist ein entlegenes, abflussloses Tal in der Schweiz. Es gehörte zu der früheren Gemeinde Soglio GR und gehört seit der Gemeindefusion vom 1. Januar 2010 zur Gemeinde Bregaglia.

## Gebietsbeschreibung
Das Val da la Duana ist etwa 3,5 km lang und 2 km breit. Mit dem Hauptteil der früheren Gemeinde Soglio und somit mit dem Dorf Soglio ist das Tal über den Pass da la Duana (2694 m ü. M.) verbunden, während es über den Pass da la Val da Roda (2777 m ü. M.) mit dem Madris verbunden ist. Der Pass da la Val da Roda ist Teil der Europäischen Wasserscheide, und zwar zwischen den Einzugsgebieten von Rhein und Po.
Das Tal wird eingeschlossen von folgenden Bergen (im Uhrzeigersinn): Gletscherhorn, Piz Predarossa, Piz Mungiroi, dem Piz Duan und dem Piz dal Märc. Der namengebende Piz Duan ist mit 3135 m ü. M. die höchste Erhebung des Tales.

## Hydrographie
Im oberen Teil des Tales liegt der See Lägh Pit da la Duana (2576 m ü. M., Durchmesser ca. 200 m). Er wird gespeist durch den Bach Duana. Die Duana fliesst von da Richtung Osten, nimmt zunächst das Wasser des Ausflusses eines namenlosen Sees (2768 m ü. M., Durchmesser ca. 100 m) am Fusse des Gletscherhorns auf und etwas weiter unten den Riale Piz Mungiroi. Sie mündet in den Lägh da la Duana (auch Lej da la Duana, 2466 m ü. M., 400 m lang, 150 m breit).
Der Lägh da la Duana ist abflusslos: Das Wasser verschwindet in Felsspalten und erscheint erst in der Nähe von Vicosoprano wieder an der Oberfläche. Das Tal gehört also, anders als das ebenfalls zu Soglio gehörende Madris, hydrographisch zum Bergell.
Im See kommt unter anderem der Kanadische Seesaibling vor.

## Nutzung
Das Tal ist unbewohnt. Wanderer erreichen das Tal von Soglio, von Casaccia, von Juf und vom Madris aus.